# Maciej Mazurek
Maciej Mazurek (ur. 1963) – polski publicysta, krytyk literacki, krytyk sztuki, malarz i poeta, pedagog uniwersytecki. 

## Życiorys
Absolwent polonistyki i historii na Uniwersytecie im. Adama Mickiewicza w Poznaniu. Redaktor naczelny kwartalnika Arttak – Sztuki Piękne, wydawanego przez Zarząd Główny Związku Polskich Artystów Plastyków. W latach 2006–2011 kierownik Redakcji Kultury Alternatywnej i Sztuk Wizualnych w TVP Kultura. Artykuły, wywiady i recenzje publikował m.in. w Arcanach, Czasie Kultury, Do rzeczy, Odrze, Rzeczpospolitej, Tygodniku Powszechnym, Zeszytach Karmelitańskich i na portalu wPolityce.pl, a wiersze w Toposie. Jego malarstwo było prezentowane na wystawach indywidualnych m.in. w Galerii Miejskiej Arsenał w Poznaniu i Muzeum Regionalnym w Międzychodzie. Za tomik poezji Nadchodzi burza został nominowany do Orfeusza – Nagrody Poetyckiej im. K.I. Gałczyńskiego 2017.
Wszedł w skład rady programowej kongresu Polska Wielki Projekt oraz rady Fundacji Twórców dla Rzeczypospolitej. Od stycznia 2020 prezes zarządu Radia Poznań, odwołany z tej funkcji przez Ministra Kultury i Dziedzictwa Narodowego 29 grudnia 2023.
Został członkiem komitetu wspierającego kandydaturę Karola Nawrockiego na prezydenta RP w wyborach w 2025.

## Odznaczenia
W 2022 został odznaczony przez prezydenta Andrzeja Dudę Krzyżem Kawalerskim Orderu Odrodzenia Polski.

## Książki
poezja:
- Niejasna obietnica zmiany losu (Wydawnictwo im. Lecha Zondka, Poznań 1989)
- Poezja, filozofia i sposoby zabijania ryb (Dom Wydawniczy Babicz & Harasymowicz, Poznań 1996)
- Światła nad rzeką (Towarzystwo Przyjaciół Sopotu, Sopot 2010) - w serii Biblioteka Toposu
- Nadchodzi burza (Towarzystwo Przyjaciół Sopotu, Sopot 2016) - w serii Biblioteka Toposu

wywiady:
- Kilkunastu gniewnych ludzi (Flos Carmeli, Poznań 2015)